# Phyllopetalia
Phyllopetalia – rodzaj ważek z infrarzędu różnoskrzydłych i rodziny Austropetaliidae. Obejmuje sześć opisanych gatunków. Występują w południowej części Ameryki Południowej, w tym wszystkie w Chile, a dwa także w południowo-zachodniej części Argentyny.

## Morfologia

### Owad dorosły
Ważki rozmiarów średnich do dużych, osiągające od 57 do 78 mm długości ciała. Ubarwienie mają brązowe do czarniawobrązowego ze znakami barwy żółtej lub żółtawozielonej.
Głowę zaopatrzoną mają w duże oczy złożone z większymi fasetkami po stronie grzbietowej i mniejszymi po stronie brzusznej oraz trzy przyoczka. Oczy złożone niemal stykają się ze sobą pośrodkowo, będąc rozdzielonymi na odległość równą średnicy przyoczka środkowego. Z kolei przyoczka boczne niemal stykają się z oczami złożonymi. Trójkąt potyliczny wykształcony jest różnie u poszczególnych gatunków; może mieć tylną krawędź poprzeczną lub ku przodowi wyciągniętą i być zaopatrzony w kolec dogrzbietowy lub go pozbawiony.
Skrzydłotułów ma na ciemnym tle trzy pary żółtawych pasów, jedną przednio-grzbietową i dwie boczne; oprócz nich po bokach może jeszcze mieć mniejsze żółtawe znaki. Wierzch skrzydłotułowia ma zwyczajnie wykształcone żeberko podłużne środkowo-grzbietowe oraz gładkie, pozbawione guzków mezanepisternum. Cechy te różnią go wyraźnie od skrzydłotułowia u pokrewnej Hypopetalia. Skrzydła są przejrzyste z ciemnymi pterostygmami i szeregiem czerwonawych plam wzdłuż krawędzi przedniej; plam tych jest pięć lub sześć, gdyż plama nasadowa może się dzielić na dwie plamki. Wierzchołkowa z plam jest zawsze poprzecznie wydłużona. Użyłkowanie skrzydła odznacza się żyłką wspierającą umieszczoną przy bliższym końcu pterostygmy, jednokomórkowym subtriangulum oraz brakiem pętli analnej.  
Odwłok przynajmniej na niektórych tergitach ma podłużne żeberka grzbietowe. Drugi segment u samca ma uszka o długości od półtora do dwóch razy większej od szerokości, u samicy jest zaś uszek zupełnie pozbawiony. Segmenty siódmy i ósmy mają w przypadku obu płci w brzuszno-bocznych częściach tergitów liściowate wyrostki, te na ósmym segmencie są zawsze półkoliste i dobrze wykształcone, te na siódmym u P. apicalis są bardzo wąskie i prostokątne, półkoliste zaś u gatunków pozostałych. Wtórny aparat kopulacyjny samca ma wcisk na nasadowym członie pęcherzyka nasiennego o krawędziach bocznych silnie wyniesionych, w widoku bocznym wyższych niż człon i przekraczających poziom płata genitalnego. W przeciwieństwie do innych rodzajów rodziny boczne wyrostki nasadowego członu pęcherzyka nasiennego w widoku tylnym przybierają zarysami kształt litery „U”, nie zaś „V”. Przysadki odwłokowe samca mają liściowaty kształt i mogą być wyposażone w ząbek przynasadowy, czasem mający formę kila lub nabrzmiałości. Oprócz nich na tylnym końcu odwłoka samca znajduje się epiprokt wykształcony w formie płytki o wierzchołku podzielonym na trzy płaty, z których środkowy jest znacznie większy niż płaty boczne. Samica ma sternum dziesiątego segmentu uzbrojone w ząbki, nie zaś gładkie jak u Hypopetalia.

### Larwa
Larwy znane są tylko u trzech z sześciu gatunków (P. apollo, P. stictica i przypuszalnie P. pudu). Ciało mają brązowe, z wierzchu porośnięte łuskowatymi szczecinkami, podzielonymi na nagą, pozbawioną kolców część nasadową i owalną lub włosowatą część wierzchołkową. Głowa cechuje się obecnością dwóch guzków pośrodku przedniego brzegu zaustka oraz wargą górną niedochodzącą do wewnętrznych krawędzi oczu złożonych lub ledwie co je przekraczającą; szerokość wargi górnej nigdy nie osiąga 60% największej szerokości głowy, a zwykle jest mniejsza niż jej połowa. Czułki mają biczyki podzielone na trzy pierścienie, z których pierwszy jest od trzech do czterech razy dłuższy niż ostatni. Żuwaczki różnią się układem ząbków od tych u Hypopetalia, w tym silnym uwstecznieniem lub całkowitym zanikiem dodatkowego ząbka y na lewej z nich. Warga dolna ma języczek z głębokim i bardzo wąskim wcięciem oraz pojedynczym guzkiem po obu jego bokach. Odnóża wyróżniają się zgrupowanymi szczecinkami w szczytowych częściach goleni. Uda mają zawsze po trzy guzki. Odwłok ma na tylnych krawędziach segmentów pęczki włosowatych szczecinek. Tergity pozbawione są guzków grzbietowych. Wyrostki boczne tergitów odwłoka od pierwszego do trzeciego skierowane są ku tyłowi, nie zaś na zewnątrz jak u Hypopetalia.

## Występowanie, ekologia i zagrożenie
Owady neotropikalne, ograniczone w swym zasięgu do południowej części Ameryki Południowej (region subantarktyczny). Wszystkie gatunki występują w środkowej części Chile, przy czym P. altarensis, P. apicalis, P. excrescens i P. stictica są endemitami tego kraju, natomiast P. apollo i P. pudu znane są także z południowo-zachodniej części Argentyny. W granicach Patagonii występują wszystkie gatunki oprócz P. altarensis, który jest endemitem Regionu Metropolitalnego Santiago. Zasięg pionowy rodzaju rozciąga się od poziomu morza do wysokości 2440 m n.p.m.
Osobniki dorosłe obserwuje się latające w różnych środowiskach: nad wodami płynącymi i stojącymi, w koronach drzew, wzdłuż leśnych duktów i szos oraz nad pastwiskami. Polowania stwierdzano późnym popołudniem i o zmierzchu. Larwy rozwijają się w drobnych ciekach wodnych, w tym strumieniach i potokach o szerokości poniżej pół metra, oraz w małych źródłach i bajorkach. Spotyka się je w szczelinach skalnych pod małymi wodospadami, na spodniej stronie zanurzonych kamieni i gałęzi oraz pod zawilgoconymi lub zanurzonymi kłodami. Carle odnotował, że larwy są ziemnowodne, jednak w późniejszych badaniach znajdowano je tylko w środowisku wodnym. Jedyne znane egzuwium, należące do P. apollo, odnaleziono na ściętym pniu sosny na wysokości około dwóch metrów.
W Czerwonej księdze gatunków zagrożonych IUCN umieszczono wszystkie gatunki z tego rodzaju, aczkolwiek w przypadku P. stictica dane były niewystarczające do określenia stopnia zagrożenia. P. altarensis nadano natomiast status zagrożonego wymarciem (EN), P. excrescens narażonego na wymarcie (VU), a pozostałym gatunków najmniejszej troski (LC). Wszystkim gatunkom zagraża utrata siedlisk larw wskutek zabiegów hydrotechnicznych, fragmentacji strumieni i źródeł oraz pozyskiwanie z nich wody, górnictwa, gospodarki leśnej i wylesiania, wypasu zwierząt domowych, rozwoju użytkowania rekreacyjnego, zanieczyszczenia wód oraz wprowadzania obcych gatunków ryb.

## Taksonomia
Rodzaj ten wprowadzony został w 1858 roku przez Edmonda de Sélysa Longchampsa w dziele Monographie de Gomphines współautorstwa Hermanna Augusta Hagena jako podrodzaj rodzaju Petalia. W tej samej publikacji opisano dwa jego gatunki, P. apicalis i P. stictica. Kolejne z uznawanych obecnie gatunków opisywali: Sélys w 1878 roku, Sidney W. Dunkle w 1985 roku i Frank Louis Carle w 1996 roku. Współcześnie do rodzaju tego zalicza się następujące gatunki:
- Phyllopetalia altarensis (Carle, 1996)
- Phyllopetalia apicalis Selys, 1858
- Phyllopetalia apollo Selys, 1878
- Phyllopetalia excrescens (Carle, 1996)
- Phyllopetalia pudu Dunkle, 1985
- Phyllopetalia stictica Hagen in Selys, 1858

W 1890 roku William Kirby dokonał wyznaczenia P. stictica gatunkiem typowym rodzaju.
Sélys rodzaj Petalia wraz z Petalia (Phyllopetalia) umieszczał w poddziale Vacuibases, dziale Fissilabres i podrodzinie Gomphinae w obrębie żagnicowatych. Później Petalia i Phyllopetalia uznano za odrębne rodzaje. W 1870 roku przez Robert McLachlan opisał monotypowy rodzaj Hypopetalia, wskazując na jego bliskie podobieństwo z Petalia i Phyllopetalia. Dwa kolejne rodzaje pokrewne, Austropetalia i Archipetalia, wprowadzone zostały przez Roberta Johna Tillyarda odpowiednio w 1916 i 1917 roku; wówczas wciąż jeszcze taksony te umieszczano w żagnicowatych, ale wyróżniano dlań plemię Petalini lub podrodzinę Petalinae. Do rangi osobnej rodziny wyniósł Petalidae w 1933 roku Frederic Charles Fraser. Wkrótce potem nazwy Petalia i Petalidae okazały się być młodszymi homonimami. W 1934 roku John Cowley wprowadził nową nazwę Neopetalia dla rodzaju Petalia, a w 1940 roku wspomniani Tillyard i Fraser nazwę Neopetaliidae dla rodziny Petalidae.
Jeszcze pod koniec XX wieku wspomniane rodzaje klasyfikowane były w rodzinie Neopetallidae. W 1994 roku Frank Louis Carle i Jerry A. Louton wydzielili rodzaje Archipetalia, Austropetalia, Hypopetalia i Phyllopetalia do nowej rodziny Austropetaliidae, wskazując na ich przynależność do innej nadrodziny niż Neopetalia. W 1996 roku Günter Bechly wprowadził podział tej rodziny, Phyllopetalia umieszczając wraz z Hypopetalia w plemieniu Phyllopetaliini i podrodzinie Austropetalinae. W tym samym roku Hans Lohmann wprowadził podrodzinę Hypopetaliinae, w niej umieszczając Phyllopetalia i Hypopetalia.
Również w 1996 roku rewizję Austropetaliidae opublikował F.L. Carle. Wyróżnił w ich obrębie m.in. podrodzinę Eurypetaliinae z dwoma plemionami – Rheopetaliini, obejmującym rodzaje Rheopetalia i Odontopetalia, oraz Eurypetaliini, obejmującym rodzaje Eurypetalia, Ophiopetalia i Phyllopetalia; wszystkie te rodzaje z wyjątkiem Phyllopetalia wprowadzone zostały w tej samej publikacji. W 2003 roku Bechly i współpracownicy wprowadzili w obrębie Austropetaliidae podrodzinę Phyllopetaliinae, wynosząc do tej rangi jedno z plemion. W tym systemie Austropetaliidae dzielą się na Austropetaliinae i Phyllopetaliinae, z kolei te ostatnie na plemiona Hypopetaliini i Phyllopetaliini, z których pierwsze jest monotypowe, a drugie dzieli się na dwa podplemiona, Rheopetaliina z rodzajem Rheopetalia oraz Phyllopetaliina z rodzajami Eurypetalia, Odontopetalia, Ophiopetalia i Phyllopetalia.
W 2005 roku rewizji rodzaju Phyllopetalia dokonała Natalia von Ellenrieder. Rodzaje Eurypetalia, Odontopetalia, Ophiopetalia i Rheopetalia zostały w jej ramach zsynonimizowane z Phyllopetalia. Wskutek tego straciły uzasadnienie również liczne taksony rangi ponadrodzajowej z prac Carlego i Bechly’ego.